# Рузајевка
Рузајевка (рус. Рузаевка) град је у Русији у Мордовији.

## Становништво
| 1939.  | 1959.  | 1970.  | 1979.  | 1989.  | 2002.  | 2010.  |
| ------ | ------ | ------ | ------ | ------ | ------ | ------ |
| 17.134 | 24.909 | 41.089 | 48.811 | 51.043 | 49.790 | 47.523 |